# Trafagar Falls
 (juillet 2022).
Si vous disposez d'ouvrages ou d'articles de référence ou si vous connaissez des sites web de qualité traitant du thème abordé ici, merci de compléter l'article en donnant les références utiles à sa vérifiabilité et en les liant à la section « Notes et références ».

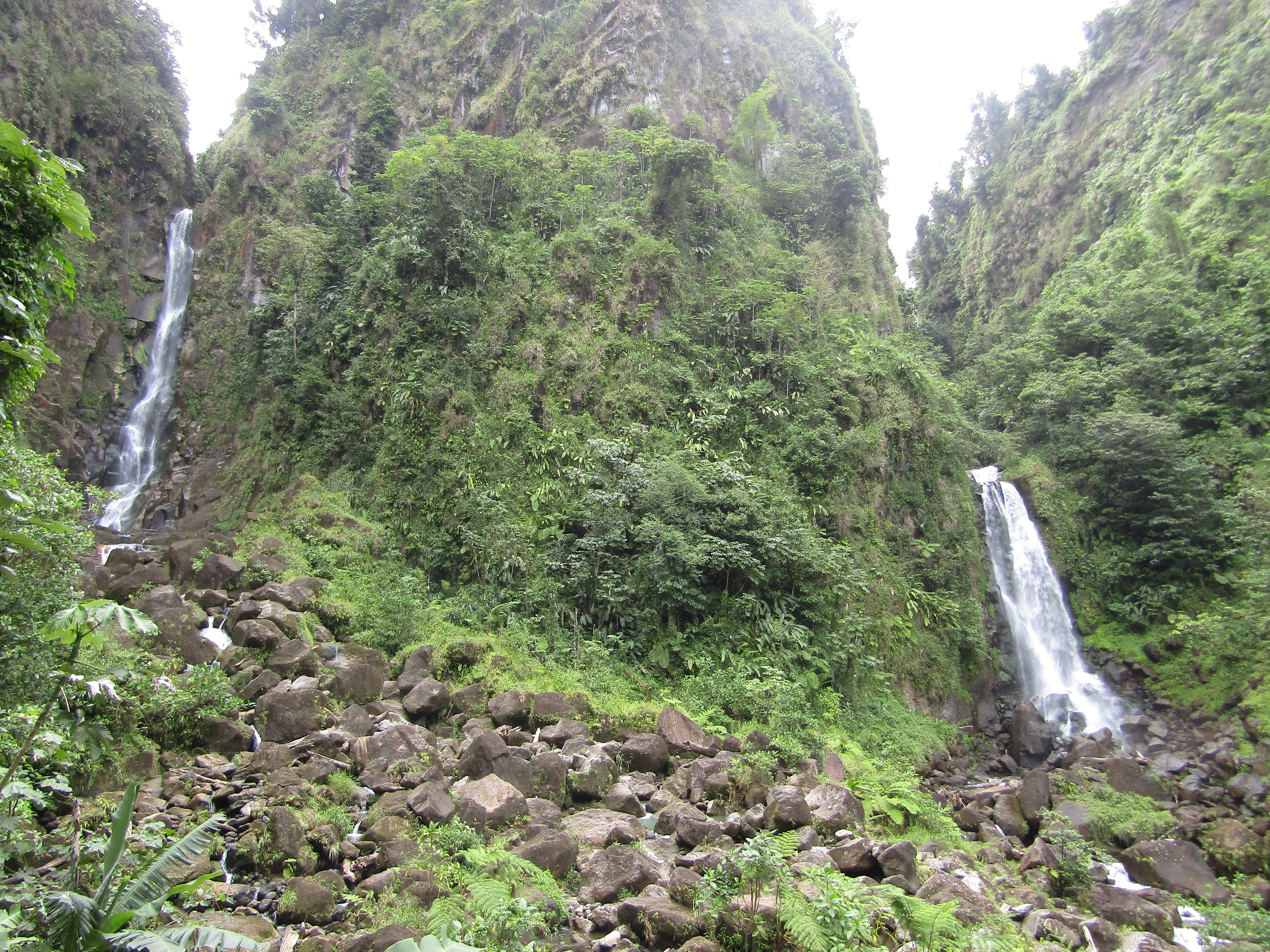

Les chutes de Trafalgar sont deux chutes d'eau de 38 et 22 mètres situées juste à côté du village de Trafalgar à la Dominique.
Ces deux cascades situées dans le Parc National de Morne Trois Pitons sont surnommées respectivement Papa et Maman.